# Ścinawa
Ścinawa (în germană Steinau an der Oder) este un oraș în Polonia.